# Morogues
Morogues é uma comuna francesa na região administrativa do Centro, no departamento Cher. Estende-se por uma área de 30,4 km². Em 2010 a comuna tinha 446 habitantes (densidade: 14,7 hab./km²).